# Банк Франции
Банк Франции (фр. Banque de France) — центральный банк Французской Республики. Является членом Европейской системы центральных банков. Банк имеет штаб-квартиру в отеле Тулуз в Париже.

## История
Оказавшийся неудачным первый опыт эмиссионной деятельности во Франции на многие годы задержал развитие банковской сферы в этой стране. Монопольные права, дарованные в 1716 году Джону Ло на деятельность его Banque générale имели результатом катастрофические масштабы бумажной эмиссии и последующее закрытие банка, просуществовавшего всего пять лет. Вслед за этим правительство увеличило ограничения на учреждение эмиссионных банков, и, хотя в других областях банковского бизнеса, главным образом, в кредитной и валютной его сферах, образование фирм всё же происходило, ни один эмиссионный банк так и не был учреждён вплоть до 1776 года. Первым из таких банков стал «Кэс д’Эскомт» (Caisse d’Escompte), партнёрство с ограниченной ответственностью, основанное Тюрго, министром финансов Франции. С самого начала своей деятельности банк имел весьма тесные отношения с правительством, со временем фактически став филиалом финансового департамента правительства. Обещание предоставить казначейству заём в 6 млн франков, данное банком в 1783 году, вызвало «набег» на него и вынудило тот приостановить выплаты. Плачевное положение финансов государства, к тому времени уже сильно задолжавшего Кэс, привело к тому, что в 1788 году курс банкнот банка был определён в принудительном порядке. За этим последовало установление ассигнационного режима. Первые ассигнаты 1789 г., которые не являлись по сути законным средством платежа, а были лишь обеспеченными национальным богатством (biens nationaux) краткосрочными процентными государственными облигациями, учитывались, как правило, Кэс. Однако в 1790 г. ассигнаты стали законным средством платежа. После этого Франция утонула в потоке ассигнатов, доведя Кэс до банкротства и оставив на многие годы всеобщее неверие в бумажные деньги.
Учреждение эмиссионных банков было запрещено по декрету 1792, однако последовавшая затем отмена декрета и восстановление обычных денег в 1796—1797 гг. подтолкнули ряд парижских кредитных банков к осуществлению эмиссионной деятельности. Главными среди них были «Кэс де Комт Куран» (Caisse des Comptes Curants) и «Кэс д’Эскомт дю Коммерс» (Caisse d’Escompte du Commerce). Следующее новшество имело место в 1798 г., когда в Руане был открыт первый в провинции эмиссионный банк. Он приступил к эмиссии мелких банкнот номиналом в сто франков, в то время как парижские банки не имели обыкновения выпускать банкноты номиналом менее 250 франков. Свобода, определявшая условия банковской деятельности во Франции, не вызвала никаких финансовых катастроф и оказалась вполне удачным выбором, однако ряд политических событий обрёк такое положение вещей на скорый конец.
Мания централизации, преследовавшая Наполеона, а также те трудности, с которыми он столкнулся в попытках учёта государственных ценных бумаг, — проблемы, вызванные главным образом недоверием к тогдашнему правительству, — заставили Наполеона обратиться к идее об использовании возможностей банка, созданного под началом правительства. Таким образом, в 1800 г. ему удалось убедить акционеров «Кэс де Комт Куран» закрыть компанию, превратив её в новый банк, получивший название Банка Франции (Bank of France).
- 1800 — По указу Наполеона Бонапарта был учреждён Банк Франции
- 1808—1936 — Билеты Банка Франции стали законным платёжным средством; расширена сеть филиалов
- 1936—1945 — Национализация Банка
- 1973 — Переписан устав Банка
- 1993 — Банк становится независимым финансовым институтом, целью которого является обеспечение ценовой стабильности в стране, независимой от политики государства
- 1998 — Банк становится членом европейской системы центральных банков

## Деятельность
Банк Франции выполняет три основные задачи в соответствии с законодательством и правами, делегированные ему ЕЦБ по принципу субсидиарности:
- поддержание денежной стабильности
- поддержание финансовой стабильности
- оказание банковских услуг государственным органам, юридическим и физическим лицам

В соответствии с задачей поддержания денежной стабильности Банк Франции осуществляет различные виды деятельности:
- устанавливает платёжный баланс Франции и представляет экономические интересы Франции в международном сообществе
- реализует политику ЕЦБ в проведении тендеров для банков, желающих привлечь денежные средства
- управляет частью валютных резервов ЕЦБ
- производит эмиссию денег и управление ими

В соответствии с задачей поддержания финансовой стабильности Банк Франции осуществляет следующие функции:
- контроль за деятельностью Комитета кредитных учреждений и инвестиционных компаний и Банковской комиссии
- управление финансовой системой
- управление системой осуществления платежей (в том числе, обеспечение совместного управления системой TARGET2)

Банк Франции управляет и ведёт учёт деятельности казначейства и некоторых государственных предприятий.
Банк Франции собирает финансовую информацию о компаниях и предоставляет её другим компаниям. В 2007 году Банк получил право выносить независимую оценку о кредитоспособности юридического лица.
По физическим лицам Банк Франции ведёт учёт инцидентов, связанных с платежами:
- национальный список потерянных или украденных чеков
- центральный список инцидентов, связанных с незаконным проведением финансовых операций
- национальный список инцидентов, связанных с невозвращением кредитов физическими лицами

## Список управляющих Банком Франции
| Начало службы | Начало службы | Имя                            | Период жизни |
| ------------- | ------------- | ------------------------------ | ------------ |
| 1806          | 25 апреля     | Эммануэль Крете                | 1747—1809    |
| 1807          | 9 августа     | François Jaubert               | 1758—1822    |
| 1814          | Апрель        | Жак Лаффитт                    | 1767—1844    |
| 1820          |               | Мартен Годен                   | 1756—1841    |
| 1834          | 4 апреля      | Антуан Морис Аполлинер Д’Аргу  | 1782—1858    |
| 1836          | 18 января     | Jean-Charles Davillier         | 1758—1846    |
| 1836          | 6 сентября    | Антуан Морис Аполлинер Д’Аргу  | 1782—1858    |
| 1857          | 9 июня        | Charles Lebègue de Germiny     | 1799—1871    |
| 1863          | 15 мая        | Adolphe Vuitry                 | 1813—1885    |
| 1864          | 28 сентября   | Gustave Rouland                | 1806—1878    |
| 1879          | 18 января     | Louis Jules Ernest Denormandie | 1821—1902    |
| 1881          | 18 ноября     | Маньен, Жозеф                  | 1824—1910    |
| 1897          | 24 декабря    | Georges Pallain                | 1847—1923    |
| 1920          | 25 августа    | Georges Robineau               | 1860—1927    |
| 1926          | 26 июня       | Émile Moreau                   | 1868—1950    |
| 1930          | 25 сентября   | Clément Moret                  | 1886—1943    |
| 1935          | 2 января      | Jean Tannery                   | 1878—1939    |
| 1936          | 6 июня        | Émile Labeyrie                 | 1877—1966    |
| 1937          | 20 июля       | Пьер-Эжен Фурнье               | 1882—1972    |
| 1940          | 31 августа    | Yves Bréart de Boisanger       | 1896—1976    |
| 1944          | 7 октября     | Emmanuel Monick                | 1893—1983    |
| 1949          | 19 января     | Уилфрид Баумгартнер            | 1902—1978    |
| 1960          | 21 января     | Jacques Brunet                 | 1901—1990    |
| 1969          | 8 апреля      | Olivier Wormser                | 1913—1985    |
| 1974          | 14 июня       | Bernard Clappier               | 1913—1999    |
| 1979          | 23 ноября     | Renaud de La Genière           | 1925—1990    |
| 1984          | 14 ноября     | Мишель Камдессю                | 1933         |
| 1987          | 19 января     | Жак де Ларозьер                | 1929         |
| 1993          | Сентябрь      | Жан-Клод Трише                 | 1942         |
| 2003          | 1 ноября      | Кристиан Нуайе                 | 1950         |
| 2015          | сентябрь      | Франсуа Вильруа де Гало        | 1959         |